# イチかバチか (映画)
『イチかバチか』（イチかバチか）は、1963年6月16日公開の喜劇映画。原作は城山三郎、監督は川島雄三。本作が川島雄三監督の遺作となった

## あらすじ
製鋼会社のケチな社長が全財産を投じ、世界一の規模に相当する製鉄工場建設を決める。6都道府県が工場の誘致に名乗りを上げた。とある市長が特に熱心に建設を持ちかけてきたため、会社はスカウトしてきた敏腕社員を現地視察に行かせるが、工場建設出来るだけの広さの土地など存在しなかった。それでも市長は、山を崩してでも土地を作ると主張する。その後、敏腕社員の男の恋人の姉が市長の愛人であり、会社の情報をスパイさせていた事実が発覚する。同じ頃、市では、市議たちが市長の追放を企て、市長を糾弾するための集会が開かれていた。

## キャスト
- 伴淳三郎 : 島千蔵（南海製鋼社長）[5]
- ハナ肇 : 大田原恭平（東山市市長）[5]
- 高島忠夫 : 北野真一（南海製鋼企画室長）[5]
- 団令子 : 星崎由美子（島の秘書）[5]
- 山茶花究 : 松永（東山市市会議員）[5]
- 水野久美 : 田沢トミエ（大田原の秘書）[5]
- 谷啓 : 戸籍係[5]
- 横山道代 : 芸者〆子[5]
- 福田公子 : 星崎和子（由美子の姉）[5]
- 千石規子 : 横山（島の家政婦）[5]
- 田武謙三 : 安川（南海製鋼組合幹部）[5]
- 塩沢とき : お志保（東月亭仲居）[5]
- 中山豊 : 大田原の運転手[5]
- 沢村いき雄 : タクシー運転手柳田[5]
- 村上冬樹 : 総務部長（南海製鋼）[5]
- 二瓶正典 : 田代（南海製鋼組合幹部）[5]
- 小川安三 : 後藤（南海製鋼組合幹部）[5]
- 松本染升 : 東山市市会議長[5]
- 堤康久 : 地方の役人[5]
- 宇野晃司 : 若い医者　水野[5]
- 安達国晴 : 水島専務（北野の前の会社）[5]
- 石田茂樹 : 大東銀行支店長[5]
- 若宮忠三郎 : 政治家風の男[5]
- 坂本晴哉 : 島の運転手[5]
- 羽柴久 : 屑屋[5]
- 古川緑九 ; 洗濯屋[5]
- 村上美重 : アンマ[5]
- 古池みか : 看護婦[5]
- 村松恵子 : 芸者[5]
- 清水由記 : 芸者[5]
- 芝木優子 : 芸者[5]
- 三味線豊寿[5]

## スタッフ
- 監督 ：川島雄三
- 原作 ：城山三郎
- 脚色 ：菊島隆三
- 制作 : 佐藤一郎
- 音楽 ：池野成
- 編集 : 兼子玲子
- 撮影 ：逢沢譲
- 美術 ： 育野重一
- 助監督 : 木下亮[5]

## 併映作品
- 『台所太平記』: 豊田四郎監督